# 첩
첩(妾)은 아내가 있는 남자가 데리고 사는 내연녀(內緣女)를 말한다. 첩은 첩실(妾室)·소실(小室)·별가(別家)·별방(別房)·측실(側室)·작은집·작은마누라·작은계집이라고도 하였다.

## 역사
한국은 고대로부터 일부일처제를 부부관계의 기본으로 하였는데, 일제강점기까지 가부장제에 따라 첩제(妾制)가 관행으로 인정되었다. 고려 시대에는 1부2처다첩의 관행까지 용인되었지만, 조선 태종이 서얼 금고령을 강제함에 따라 건국 초인 1415년 이후 1부1처제와 처첩제가 확립되었다.
대한민국은 제헌 헌법에 '남녀동권과 혼인의 순결'을 규정하였다. 이에 따라 첩 계약은 무효가 되었으나, 축첩(蓄妾)의 행태는 1950년대까지도 버젓이 이루어졌다. 이에 여성단체를 중심으로 지속적인 축첩반대운동이 벌어져, 그 영향으로 1950년대부터 1960년대 초까지 축첩 공무원, 군인, 경찰 등에 대한 사정(査定)과 해임(解任)이 대대적으로 이루어졌으며 축첩이 불륜(不倫, 윤리에 어긋난다)이라는 사회적 인식이 정착되었다.
1960년대 이후로는 첩이 관행적으로도 인정되지 않으므로, 첩을 가리킬 때에는 첩이라는 말보다 내연녀(內緣女)나 불륜녀(不倫女)라는 말이 더 많이 사용되고 있다.

## 첩을 소재로 한 작품·영화

### 중국
- 홍등 (1991)

### 베트남
- Người đàn bà ngủ trên mái nhà (번역: 지붕에서자는 여자; 2015년) - 흐엉장의 첩 역할

## 같이 보기
- 정부
- 서얼
- 중혼적 사실혼
- 간통
- 후궁